# Điện Càn Thành (Hoàng thành Huế)
Điện Càn Thành còn có tên là điện Trung Hòa, đây là tư cung của vua triều Nguyễn nằm trong Tử Cấm thành (Huế). Công trình này được xây dựng năm Gia Long thứ 10 (1811) và hiện đã trở thành phế tích sau khi bị đốt trong chiến dịch Tiêu thổ kháng chiến của Việt Minh vào tháng 2 năm 1947.

## Lịch sử
Điện Càn Thành ban đầu có tên là điện Trung Hòa, "bắt đầu xây dựng ngày Kỷ mùi, tháng 4, năm Gia Long thứ 10 (1811) và hoàn thành vào tháng 7 trong cùng năm".
Ban đầu, trong Đại Nội chưa đặt tên cho cung, đến năm Minh Mệnh thứ 14 (1833), "từ điện Trung Hòa trở ra đằng trước là cung Càn Thành, đằng sau là cung Khôn Thái. Từ điện Trung Hòa và điện Cần Chánh cùng với phối điện hai bên tả hữu đến hành lang giải vũ, đường, các, chung quanh đều thuộc về cung Kiền Thành. Các điện, đường, viện, vũ ở đằng sau điện Trung Hòa đều thuộc cung Khôn Thái".
Tháng 8 năm Minh Mệnh thứ 20 (1839), vua đổi tên điện Trung Hòa thành điện Kiền Thành (Càn Thành).
Công trình bị đốt trong chiến dịch Tiêu thổ kháng chiến của Việt Minh vào tháng 2 năm 1947.

## Vị trí và kiến trúc

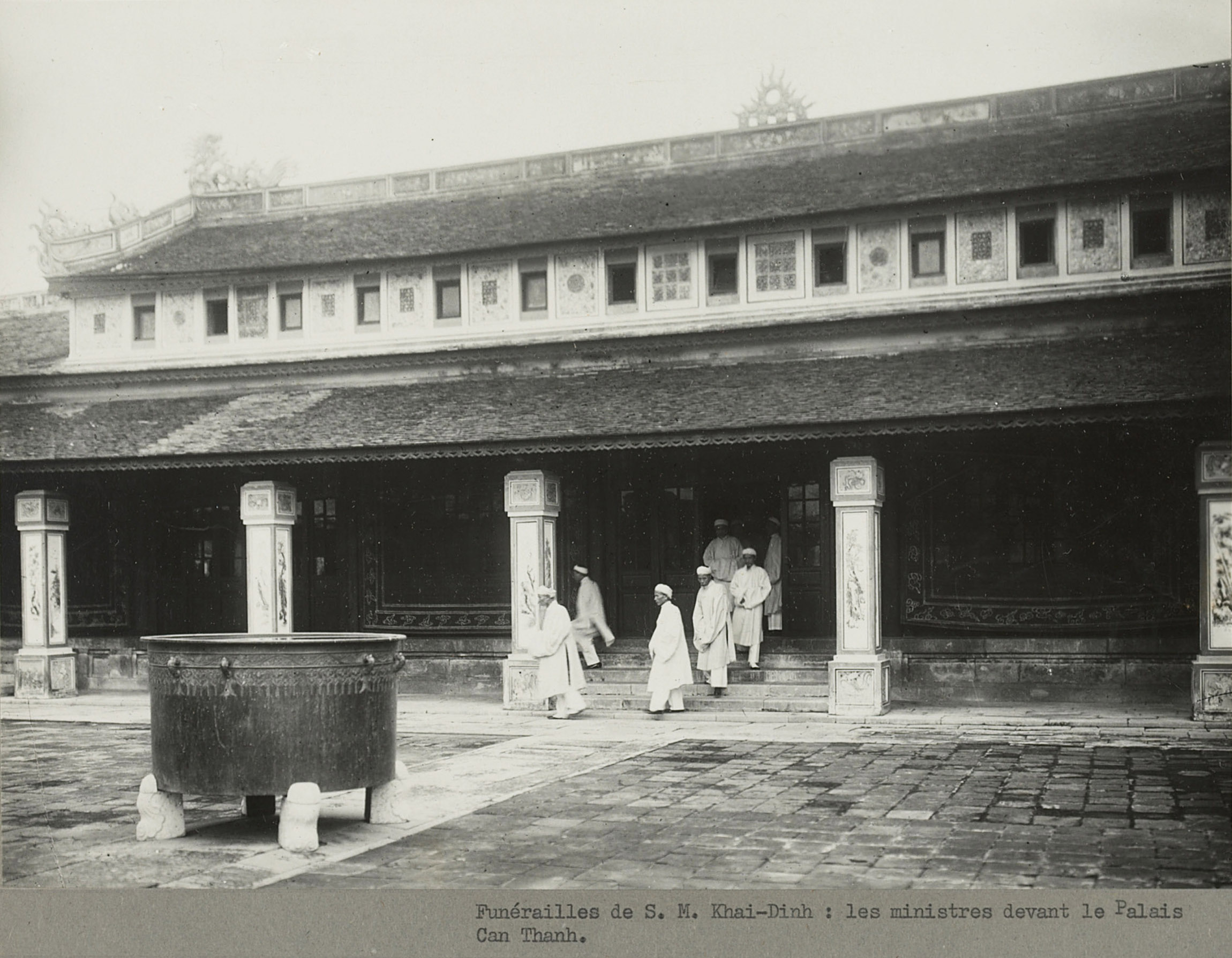
Các quan Thượng thư trước điện Càn Thành trong tang lễ vua Khải định (1925)

Ngôi điện này là nơi ăn ngủ của Vua triều Nguyễn. Khi Vua băng hà, đám quàn tại đây cho đến khi đưa. Điện Càn Thành còn là nơi tôn kính tàng trữ nhiều báu vật như các đồ sứ quý hiếm cũng như các hạng bảo tỷ bằng vàng và bằng ngọc như Đại Nam thọ thiên vĩnh mệnh truyền quốc tỷ, Tề gia chi bảo; kim sách; tráp chứa bản chính ngọc phả bằng vàng; các bộ sách quốc sử như Minh Mệnh chính yếu, Thực lục các kỷ, Liệt truyện; công văn, châu bản, đồ bản.
Điện Càn Thành còn là nơi Lễ ngày thường Vua ngự điện, nghe chính: "phàm hàng tháng, cứ ngày lẻ, Vua ngự điện Cần Chánh nghe chính, hoặc ngày lẻ, ngày chẵn, Vua ngự điện riêng triệu các quan vào hỏi: các quan văn, vũ đều theo ban thứ vào hầu". Vào giai đoạn cuối của triều Nguyễn, ngôi điện này được sử dụng với chức năng là phòng khánh tiết quốc gia, nơi tổ chức các buổi yến tiệc và ca múa trong những dịp khánh hỷ của Hoàng gia và triều đình (thường là sau khi tổ chức lễ Đại triều).

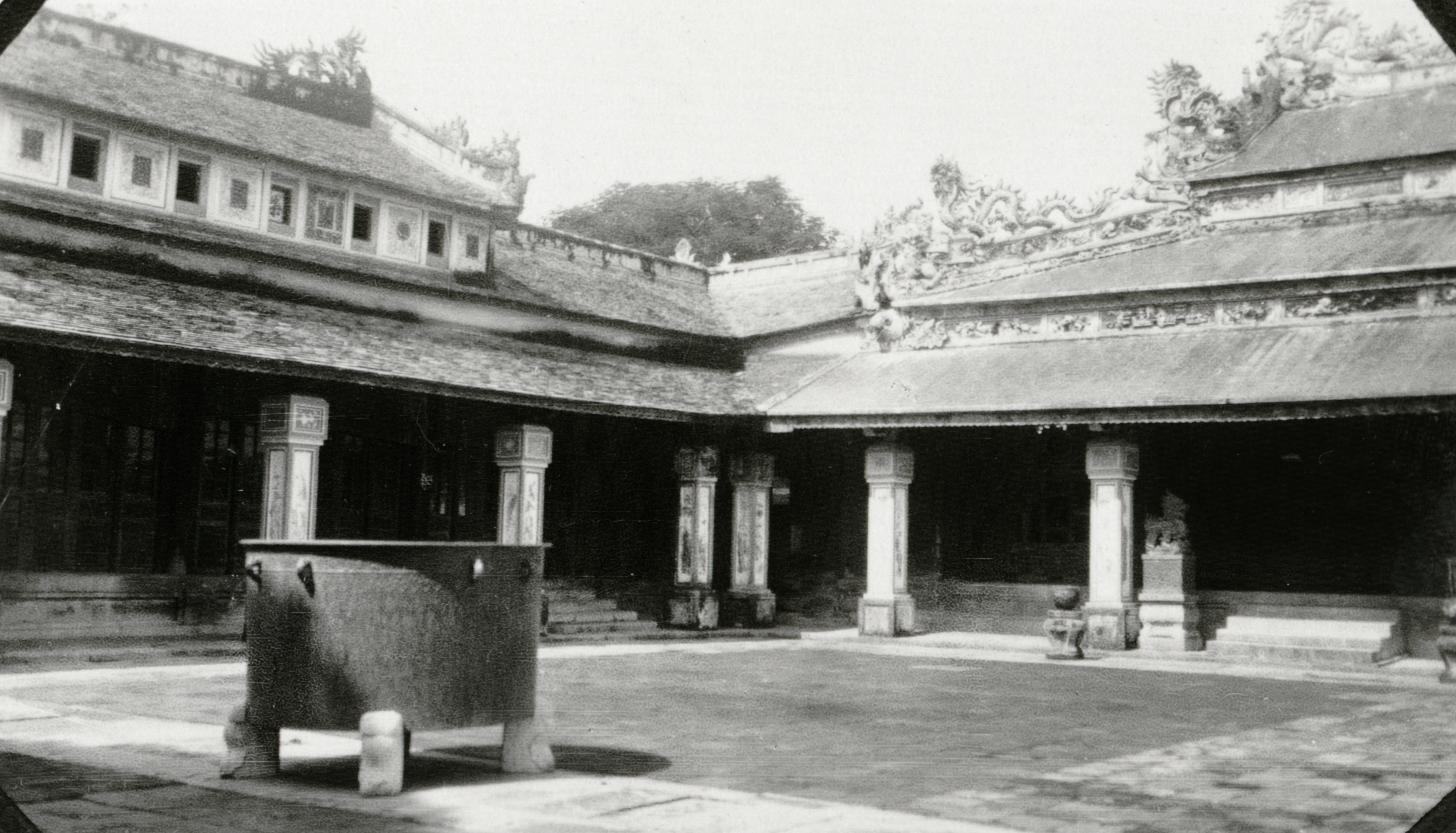
Điện Càn Thành và điện Quang Minh

Điện Càn Thành là trung tâm của Tử Cấm Thành, nằm sau điện Cần Chánh - nơi vua thiết triều, phía trước cung Khôn Thái - nơi từng là cung điện của Thừa Thiên Cao Hoàng hậu. Phía trước điện, bên phải có điện Trinh Minh (nơi ở của các bà phi) và bên trái có điện Quang Minh (nơi ở của Đông cung Hoàng tử).
Điện Càn Thành đặt trên nền cao 2 thước 3 tấc (gần 1m), được làm theo lối trùng thiềm điệp ốc gồm 3 tòa nhà ghép nối với nhau, chính điện 7 gian 2 chái kép, tiền điện và hậu điện đều 9 gian 2 chái đơn, nối với nhau bằng hai trần vỏ cua đỡ hai máng nước bằng đồng dài 50 m, mái lợp ngói lưu ly vàng và lắp cửa kính. Hành lang vòng hai bên điện nối với điện Cần Chánh ở phía Nam và điện Cao Minh Trung Chính ở phía Bắc, hành lang bên hữu nối ra cung Diên Thọ.
Bên phải, ở khoảng giữa điện Càn Thành và cung Khôn Thái là viện Thuận Huy. Phía Tây viện Thuận Huy là viện Đoan Huy, viện Đoan Thuận, viện Đoan Hoà, viện Đoan Trang và viện Đoan Tường. Các viện trên đây là chỗ ở của các phi tần chia nhau ra trú ngụ, được gọi chung là Lục viện.
Bên phải điện Càn Thành là một vườn ngự uyển, trong đó có điện Minh Thận, hồ Quang Văn, gác Tứ Phương Vô Sự, lầu Nhật Thành... đều làm năm Thiệu Trị thứ nhất và bị triệt giải vào triều vua Thành Thái. Trước điện có một sân rộng, giữa có đường dũng đạo lát đá, trước sân có một ao sen và một tấm bình phong.